# Mario Mola
Mario Mola (Palma di Maiorca, 23 febbraio 1990) è un triatleta spagnolo.

## Carriera
Si è laureato campione del mondo di triathlon, vincendo le serie del 2016, 2017 e 2018.
Ha vinto, inoltre, i mondiali junior di Gold Coast del 2009.

## Titoli
- Campione mondiale di triathlon élite -  2016, 2017, 2018
- Campione mondiale di triathlon junior -  2009